# 大田文化放送
大田文化放送株式会社は、大韓民国の大田広域市、忠清南道、忠清北道中・南部を放送エリアとする放送局。朝鮮語:대전문화방송、略称は大田MBC。テレビ局とラジオ局はMBC系列局。リモコンキーIDは11-1。

## 本社・支社・支局所在地
- 本社
  - 大韓民国34125大田広域市儒城区エクスポ路161（道龍洞4-5）
- 天安支社
  - 大韓民国31109忠清南道天安市西北区星井公園1ギル9-4（星井2洞4-5）
- 洪城支社
  - 大韓民国32226忠清南道洪城郡洪城邑法院路37（月山里846-1）

## 沿革
- 1964年9月26日 - 「韓国文化放送㈱大田局」が開局。ラジオ放送を開始。(HLCQ, 580kHz, 1kW)
- 1965年4月10日 - ラジオ放送の周波数変更。（580kHz → 1110kHz）
- 1971年4月24日 - 「大田テレビジョン放送㈱」が開局。テレビ放送を開始。（8ch）
- 1971年5月1日 - ラジオ放送の周波数変更。（1110kHz → 760kHz）
- 1971年9月15日 - 「大田テレビジョン放送」と「韓国文化放送大田局」が統合。「大田文化放送」に改称。
- 1978年11月23日 - ラジオ放送の周波数変更。（760kHz → 765kHz）
- 1983年9月26日 - 音楽FMを開始。
- 1996年3月15日 - 標準FMを開始。
- 2004年7月30日 - 地上デジタルテレビ放送を開始。(食藏山送信所, 物理チャンネル17ch, 2.5kW)
- 2007年11月16日 - 地上波DMBを開始。
- 2012年10月16日 - 地上アナログテレビ放送を終了。

## 送信所・中継局一覧

### デジタルテレビ
- リモコンキーID：11-1
- 呼出符号（コールサイン）：HLCQ-DTV

| 送信所 | 物理チャンネル | 空中線電力 |
| ------ | -------------- | ---------- |
| 食蔵山 | K-17ch         | 2.5kW      |
| 赤鰲山 | K-17ch         | 0.05W      |
| 聖堂里 | K-17ch         | 0.05W      |
| 香積山 | K-47ch         | 90W        |
| 内板   | K-17ch         | 0.05W      |
| 公州   | K-51ch         | 20W        |
| 青陽   | K-46ch         | 20W        |
| 扶餘   | K-31ch         | 90W        |
| 玉馬山 | K-30ch         | 90W        |
| 舒川   | K-24ch         | 90W        |
| 黑城山 | K-46ch         | 1kW        |
| 元暁峰 | K-33ch         | 1kW        |
| 安眠   | K-33ch         | 0.05W      |

### アナログテレビ
（2012年10月16日に終了）
- 呼出符号：HLCQ-TV

| 送信所 | チャンネル | 空中線電力 |
| ------ | ---------- | ---------- |
| 食蔵山 | K-8ch      | 5kW        |
| 扶餘   | K-27ch     | 100W       |
| 玉馬山 | K-26ch     | 500W       |
| 舒川   | K-55ch     | 100W       |
| 黑城山 | K-45ch     | 10kW       |
| 元暁峰 | K-40ch     | 5kW        |

### ラジオ
大田MBC ラジオ
| 送信所 | 周波数     | 空中線電力 | 呼出符号 |
| ------ | ---------- | ---------- | -------- |
| 食蔵山 | FM 92.5MHz | 3kW        | HLCQ-SFM |
| 元暁峰 | FM 91.3MHz | 500W       | なし     |
| 天安   | FM 92.5MHz | 10W        | なし     |
| 玉馬山 | FM 93.7MHz | 100W       | なし     |

大田MBC FM4U
| 送信所 | 周波数     | 空中線電力 | 呼出符号 |
| ------ | ---------- | ---------- | -------- |
| 食蔵山 | FM 97.5MHz | 5kW        | HLCQ-FM  |

### 地上波DMB
MY MBC
- 呼出符号：HLCQ-TDMB
- 清州文化放送, 忠州文化放送と共同で運営。

| 送信所 | 物理チャンネル（周波数） | 空中線電力 |
| ------ | ------------------------ | ---------- |
| 食蔵山 | K-11Ach (199.280MHz)     | 2kW        |
| 鶏龍山 | K-11Ach (199.280MHz)     | 2kW        |
| 牛岩山 | K-11Ach (199.280MHz)     | 2kW        |
| 金積山 | K-11Ach (199.280MHz)     | 90W        |
| 永洞   | K-11Ach (199.280MHz)     | 90W        |
| 玉馬山 | K-11Ach (199.280MHz)     | 90W        |
| 元暁峰 | K-11Ach (199.280MHz)     | 1kW        |
| 迦葉山 | K-11Ach (199.280MHz)     | 2kW        |
| 龍頭山 | K-11Ach (199.280MHz)     | 90W        |
| 丹陽   | K-11Ach (199.280MHz)     | 90W        |

## 海外の提携放送局
- 日本 テレビ静岡[要出典]
- 日本 熊本朝日放送
- 中国 南京電視台[要出典]